# Luca Colombo
Luca Colombo (n. 26 decembrie 1969, Cantù, Lombardia, Italia) este un ciclist de performanță ce a reprezentat Italia, medaliat olimpic. A participat la o ediție a Jocurilor Olimpice (1992) în care a câștigat o medalie de argint.

## Participări
Lista de mai jos prezintă principalele competiții la care a participat Luca Colombo de-a lungul carierei.
- cycling at the 1992 Summer Olympics – men's team time trial[*]